# Leia winthemi
Leia winthemi är en tvåvingeart som beskrevs av Lehmann 1822. Leia winthemi ingår i släktet Leia och familjen svampmyggor. Inga underarter finns listade i Catalogue of Life.